# Juan de Luna y Pimentel
Juan de Luna y Pimentel (Madrid, 25 de junio de 1435-febrero de 1456) fue un noble castellano miembro de la Casa de Luna. Desde 1440 fue II conde de San Esteban de Gormaz, y señor del Infantado, Alcozar, Ayllón, Maderuelo y Fresno de Cantespino.

## Biografía
Juan de Luna fue hijo primogénito de Álvaro de Luna y de Juana Pimentel, hija  de Rodrigo Alonso Pimentel, II conde de Benavente, y de su esposa Leonor Enríquez de Mendoza, hija a su vez, de Alfonso Enríquez, almirante de Castilla.  Relacionado así con la más alta nobleza castellana, su padre creó un mayorazgo a su favor en 1440.  
Nació el 24 de junio de 1435 en Madrid y fue bautizado el 3 de julio del mismo año por el obispo de Osma, Pedro de Castilla, nieto del rey Pedro I. Sus padrinos fueron el rey Juan II de Castilla, su esposa la reina María de Aragón, así como Garci Fernández Manrique de Lara, I conde de Castañeda.
Tras la ejecución de su padre en 1453, se produjo la confiscación de casi todos sus bienes y Juan solamente mantuvo uno de los oficios de su padre, el de corregidor de Sevilla. Su madre Juana Pimentel se encastilló en Escalona y defendió sus derechos. Tras una larga negociación y asedio del rey Juan II del castillo-palacio de Escalona, consiguió que se le confirmase parte del mismo, encabezado por el condado de San Esteban de Gormaz.
Desde ese momento fue conocido como tal en las crónicas del reinado de Enrique IV, donde comenzó a labrarse un futuro político. Recibió la distinción de «caballero de las espuelas doradas» junto a Beltrán de la Cueva, privado del rey. 
Estando en Boceguillas, el 1 de febrero de 1456 otorgó poder para hacer testamento a favor de su madre y de su hermano, Pedro de Luna y Manuel, señor de Fuentidueña. En su testamento, declaró como heredero universal al hijo o hija que su esposa aún llevaba en su vientre. Falleció poco después, en el mismo mes, y fue su hermana María de Luna quien le sucedió en sus señoríos.

## Matrimonio y descendencia
Se unió en matrimonio con Leonor de Zúñiga, hija del I duque de Béjar, Álvaro de Zúñiga y Guzmán, y de Leonor Manrique de Lara y Castilla, hija del VIII señor de Amusco Pedro Manrique de Lara y Mendoza, adelantado mayor de León y de su mujer, Leonor de Castilla y Alburquerque. De este matrimonio nació solamente una hija póstuma:
- Juana de Luna Pimentel y Zúñiga (1456-1480), casada en 1469 con Diego López Pacheco,[2] II duque de Escalona, II marqués de Villena, entre otros señoríos. Este al enviudar se volvió a casar en 1484 con Juana Enríquez de Velasco, una hija de Alonso Enríquez de Quiñones y de María de Velasco.